# Elva, Piemonte
Elva är en ort och kommun i provinsen Cuneo i regionen Piemonte i Italien. Kommunen hade 94 invånare (2018).